# Campofilone

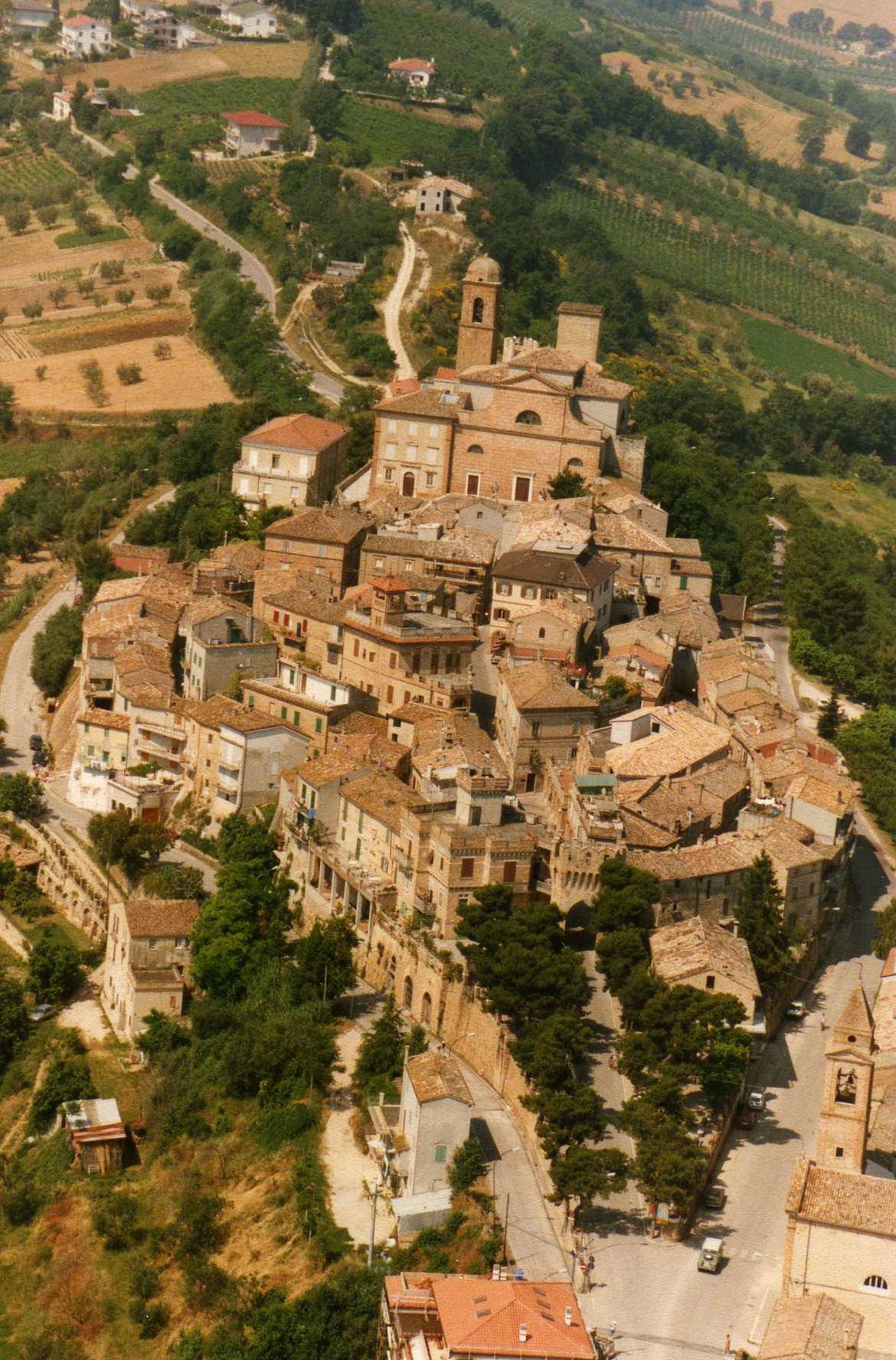
Vue du quartier historique et de sa plante elliptique allongée

Campofilone est une commune italienne d'environ 1 900 habitants, située dans la province de Fermo, en région Marches, en Italie centrale. Ancien village de la région romaine Picenum, la commune offre une vue sur la mer Adriatique et sur la vallée de la rivière Aso. Campofilone est renommé pour la préparation des Maccheroncini di Campofilone, une variété de pâte aux œufs enregistrée comme indication géographique protégée (IGP).

## Géographie
Au sud-est de la province de Fermo, l’ancien village de Campofilone se trouve sur une falaise à 202 mètres d’altitude.
Le quartier historique du village est caractérisé par une plante elliptique allongée typique des petits villages qui se sont développés à l’intérieur des murs vers le XIe siècle. L’accès principal à la commune est représenté par la pittoresque Porta Marina auquel on accède à travers une avenue bordée d’arbres de pins centenaires. 

## Administration
| Période                                  | Période      | Identité          | Étiquette                                                  | Qualité |
| ---------------------------------------- | ------------ | ----------------- | ---------------------------------------------------------- | ------- |
| 20 juin 1985                             | 14 juin 2004 | Egildo Verdecchia | Parti communiste italien puis Parti démocrate de la gauche | Maire   |
| 14 juin 2004                             | 27 mai 2019  | Ercole D'Ercoli   | Lista Civica                                               | Maire   |
| 27 mai 2019                              | en cours     | Gabriele Cannella | Lista Civica                                               | Maire   |
| Les données manquantes sont à compléter. |              |                   |                                                            |         |

### Communes limitrophes
Altidona, Lapedona, Massignano, Montefiore dell'Aso, Pedaso